# Corispermeae
Corispermeae ist die einzige Tribus der Unterfamilie Corispermoideae innerhalb der Familie der Fuchsschwanzgewächse (Amaranthaceae). Früher wurden sie zur Familie der Gänsefußgewächse (Chenopodiaceae) gestellt.

## Beschreibung

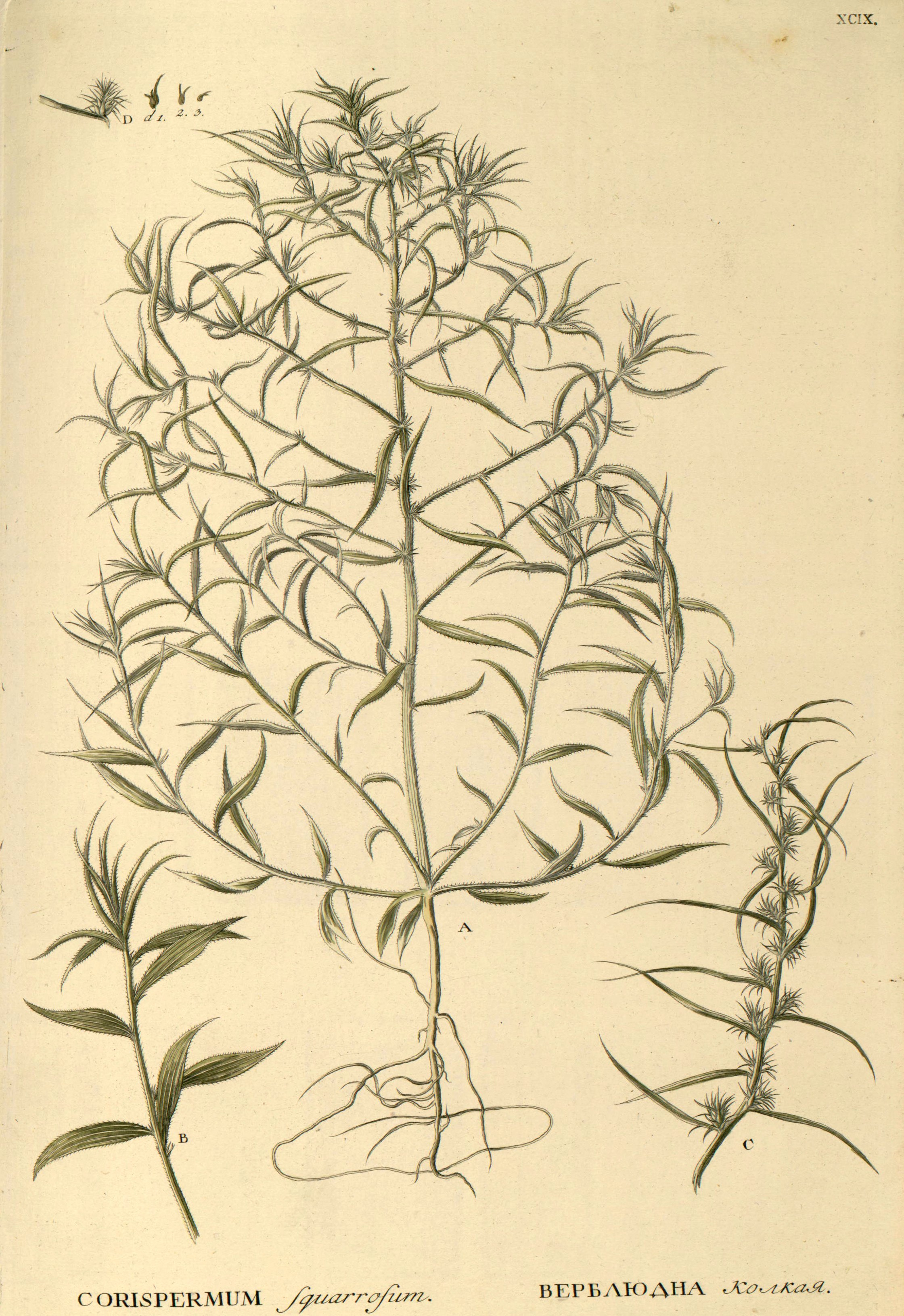
Illustration von Agriophyllum squarrosum

### Vegetative Merkmale
Die Arten der Unterfamilie Corispermoideae sind einjährige krautige Pflanzen. Junge Pflanzenteile besitzen eine charakteristische Behaarung aus verzweigten Trichomen (außer bei Anthochlamys). Die meist wechselständig angeordneten Laubblätter sind sitzend oder blattstielartig verschmälert, flächig und skleromorph (austrocknungstolerant).

### Generative Merkmale
Die ährigen Blütenstände oder einfachen, kompakten (manchmal geknäuelten) Teilblütenstände besitzen keine Deckblätter (Brakteolen).
Die Blütenhülle besteht aus ein bis fünf weißen, häutigen Blütenhüllblättern (bei einigen Corispermum-Arten fehlend), die keine Leitbündel besitzen und die Blütezeit (Anthese) nicht überdauern. Die Pollenkörner von Agriophyllum und Corispermum sind vom „Chenopodium-Typ“, die von Anthochlamys von einem eigenen „Anthochlamys-Typ“.
Die Früchte besitzen Stützgewebe aus Makrosklereiden. Die Samen enthalten einen vertikalen Embryo und reichlich Perisperm.

### Photosyntheseweg
Alle bisher untersuchten Arten zeigen eine Blattanatomie ohne Kranzschicht (Corispermum-Typ) und sind C3 -Pflanzen.

## Systematik und Verbreitung
Die Tribus Corispermeae wurde 1840 von Christian Horace Bénédict Alfred Moquin-Tandon in Chenopodearum Monographica Enumeratio, Loss, Paris, S. 182 aufgestellt. 1934 stellte Oskar Eberhard Ulbrich die Unterfamilie Corispermoideae auf, in: Adolf Engler und Karl Anton Eugen Prantl (Herausgeber): Die natürlichen Pflanzenfamilien, Band 16 c, "Chenopodiaceae", S. 379–584, Engelmann, Leipzig.
Phylogenetische Untersuchungen bestätigen die Monophylie der Unterfamilie Corispermoideae.
Die Unterfamilie Corispermoideae ist in Eurasien und Nordamerika verbreitet.
Die Unterfamilie Corispermoideae enthält nur eine Tribus:
- Tribus Corispermeae Moq.: Sie enthält drei Gattungen und über 70 Arten:
  - Agriophyllum M.Bieb.: Die etwa sechs Arten gedeihen in den Trockengebieten von Vorderasien bis Zentralasien.
  - Anthochlamys Fenzl: Die etwa zwei Arten gedeihen in Trockengebieten Asiens.
  - Wanzensamen (Corispermum L.): Die mindestens 65 Arten sind in Eurasien und Nordamerika verbreitet.[3]

## Historische Literatur
- Georg Volkens: Chenopodiaceae. S. 36–91. In: Adolf Engler, Karl Anton Eugen Prantl (Hrsg.): Die natürlichen Pflanzenfamilien, 3. Teil, Abteilung 1a, 1893. Cyclolobaeae-Corispermeae, S. 72–73. eingescannt bei biodiversitylibrary.org.

- Karte mit allen verlinkten Seiten:
- OSM |
- WikiMap